# アイダ・ステシェンコ
アイダ・ステシェンコ（Aida Steshenko、1968年8月11日-)は、トルクメニスタンの女子卓球選手。
1996年のアトランタオリンピックと2000年のシドニーオリンピックの2回オリンピック出場の経験があるものの、いずれも予選ラウンドで敗退している。